# África Gozalbes
África Gozalbes Boja (Sevilla, 9 de noviembre de 1965) es una artista española.

## Biografía
Formada sobre los escenarios, se hizo extremadamente popular a través de la televisión. Presentó el programa infantil Corre que te pillo en Canal Sur (1991), pero su popularidad le vino cuando Antonio Mercero la selecciona para sustituir a Maruchi León como manceba de Lourdes Cano en la célebre comedia de televisión Farmacia de guardia, en la que permaneció entre 1992 y 1995, dando vida a  Reyes 'Queen' González.
Con posterioridad, interpretó, también para la pequeña pantalla, papeles de reparto en las series Hostal Royal Manzanares (1996) y Más que amigos (1997-1998).
Su trayectoria posterior se ha centrado en el teatro, destacando la obra Yo me bajo en la próxima, ¿y usted? (2004), de Adolfo Marsillach, que interpretó junto a Pedro Osinaga. Durante 5 temporadas con un gran éxito de público representó en la obra de Teatro TOC-TOC el personaje de Blanca.
Otros montajes incluyen Trato carnal (1996), con Manuel Galiana, Carlota (1997), de Miguel Mihura, La dama duende (1998), de Calderón de la Barca, con Luis Varela, Las hermanas de Bufalo Bill (1999), de Manuel Martínez Mediero, Pa siempre (2001), Serafín, el pinturero (2002), de Carlos Arniches, Atraco a las tres (2002), Usted tiene ojos de mujer fatal (2003), de Enrique Jardiel Poncela, Tú y yo somos tres (2004), de Jardiel y Toc Toc (2010), de Laurent Baffie, dirigida por Esteve Ferrer. 
Colaboró declamando un poema en el largometraje documental Compañero del alma, elegía a Miguel Hernández, poeta, de José Manuel Iglesias.

## Trayectoria en teatro
- Farsa y licencia de la Reina Castiza (1987)
- Así que pasen cinco años (1988)
- Excipiente malato (1989)
- El pequeño Frankenstein (1989)
- Trato carnal (1996)
- Que viene mi marido (1997)
- Carlota (1998)
- La dama duende (1999)
- Las hermanas de Bufalo Bill (1999)
- Pa siempre (2000)
- Serafín, el pinturero (2002)
- Atraco a las tres (2002)
- Yo me bajo en la próxima, ¿y usted? (2003)
- Usted tiene ojos de mujer fatal (2003)
- Tú y yo somos tres (2004)
- Toc Toc (2010-2015)
- El florido Pensil (2017)

## Trayectoria en cine
2020 Vampus horror tales. Dir. Victor Matellano. 
2016 Estirpe. Dir. Adrián López.
2015 Delirium. Teaser  Dir. Nacha Cuevas.
2014 Cosquillas. Dir Gabriel García. (Corto)
2014 La Quinta Dimensión. Dir. Liteo Deliro (Cortometraje)
2013 Victorita, Victorita. Dir. Nacha Cuevas. (Corto)
2007 Una y no Más. Dir. Nacha Cuevas. (Corto)
2005 No te duermas. Dir. Salvador Jiménez. (Corto)
2001 Por Suerte o por Desgracia. Dir. Villar&Díaz (Corto)
1999 A Galope Tendido. Dir. Julio Suárez. (Largometraje)
1991 Karmen. Dir. Laurie Anderson. (Corto)

## Trayectoria en televisión
2012 El Secreto del Puente Viejo. Antena 3tv.
2010 Punta Escarlata. Telecinco.
2008 El Porvenir es Largo. Serie para TVE.
2005 Al Filo de la Ley. Dir. Javier Olivera.
2003 Hospital Central. Dir. Juan Testa.
2002 El Comisario. Dir. José Ramos Paino.
2001 SantoRemedio.TV. Movie “Desenlace” Dir. Tito Álvarez.
2000 Raquel Busca su Sitio. Dir. Jaime Botella.
1997/98 Más Que Amigos. Dir. Manuel Ríos S. Martín.
1997 Manos a la Obra. Dir. José Antonio Escrivá.
1997 La Casa de los Líos. Dir. José Ganga.
1996 Hostal Royal Manzanares. Dir. Sebastián Junyent.
1996 Menudo Show. Colaboración Jurado. (Temporada).
1994 Encantada de la vida. Escena C. Velasco. Antena 3tv.
1993/95 Farmacia de Guardia. Dir. Antonio Mercero.
1993 Testimonio Dramatizado. Dir. Jesús Hermida.
1992 Heráclito y Yo. Locución dramatizada para RNE.
1992 Corre que te Pillo. Presentadora Programa infantil.
1988 Suave que me Estás Matando. Dir. J.C. Sánchez. (TVA).

## Publicidad
1995 Campaña publicitaria de Nutrexpa/Colacao.
1995 Spot televisión promoción Dove.